# Ben Tulett
Ben Tulett (ur. 26 sierpnia 2001 w Sevenoaks) – brytyjski kolarz szosowy i przełajowy.

## Osiągnięcia

### Kolarstwo szosowe
Opracowano na podstawie:
2018
- 1. miejsce w mistrzostwach Wielkiej Brytanii juniorów (start wspólny)
- 3. miejsce w Ronde des Vallées

2022
- 2. miejsce w Settimana Internazionale di Coppi e Bartali
  - 1. miejsce w klasyfikacji młodzieżowej
  - 1. miejsce na 3. etapie

2023
- 2. miejsce w Tour de Hongrie
- 1. miejsce w Tour of Norway
  - 1. miejsce w klasyfikacji młodzieżowej
  - 1. miejsce w prologu

### Kolarstwo przełajowe
Opracowano na podstawie:
2017
- 3. miejsce w mistrzostwach Europy juniorów

2018
- 1. miejsce w mistrzostwach świata juniorów

2019
- 1. miejsce w mistrzostwach świata juniorów

## Rankingi

### Kolarstwo szosowe
| Rok             | 2020 | 2021 | 2022 | 2023 | 2024  |
| --------------- | ---- | ---- | ---- | ---- | ----- |
| World Ranking   | 569. | 271. | 201. | 190. | 1444. |
| UCI Europe Tour | 464. | 229. | 164. | -    | -     |
|                 |      |      |      |      |       |
| Źródło: UCI     |      |      |      |      |       |